# Бехштейн (фирма)
«Бехштейн» («C. Bechstein») — немецкая компания, занимающаяся производством и дистрибуцией пианино и роялей, компания работает в глобальном масштабе. Карл Бехштейн основал свою фортепианную фабрику в Берлине в 1853 году. Ныне производство инструментов марок C. Bechstein и Bechstein Academy налажено в саксонском городке Зайфхеннерсдорф. А инструменты марки W. Hoffmann с 2007 года изготавливаются на дочернем предприятии C. Bechstein Europe в Чехии.
Компания «Бехштейн» утверждает, что является самым крупным европейским производителем пианино и роялей (ежегодный объём продаж около 500 инструментов).

## История

### Начало

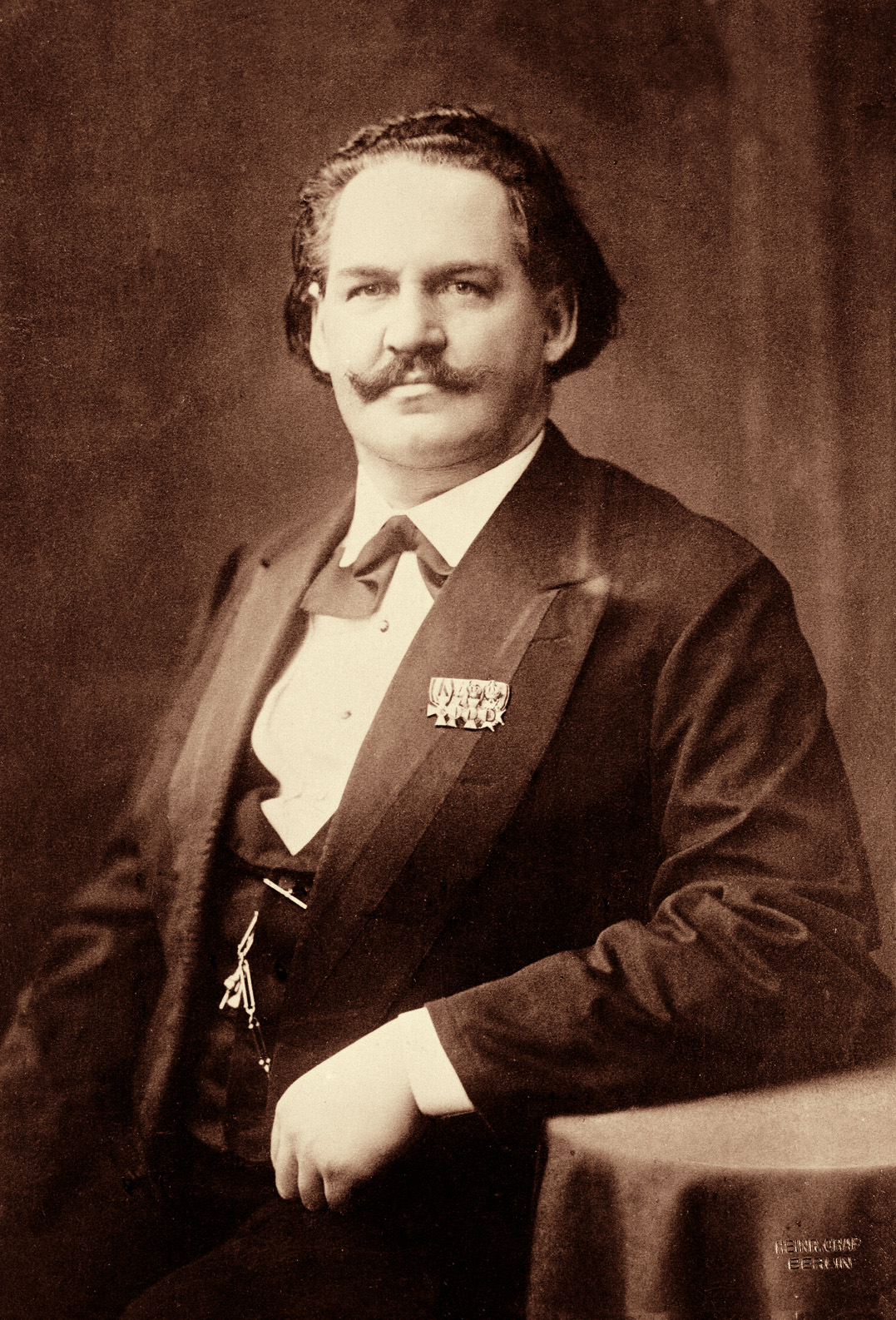
Карл Бехштейн

Карл Бехштейн основал свою фабрику по производству фортепиано как единоличное предприятие. До 1859 года он продал в общей сложности 176 инструментов. Интересно, что свой первый концертный рояль, созданный в 1856 году для пианиста Ханса фон Бюлова, Карл Бехштейн заносит в бухгалтерские книги под номером 100. Если судить по производственным показателям, цифра 100 не могла соответствовать действительности: скорее всего, за этим скрывалась небольшая деловая уловка фортепианного мастера. Марка «Бехштейн» очень быстро приобретает известность благодаря необычной для того времени прочности используемых материалов и высокой устойчивости инструментов к механическим нагрузкам. С 1861 года предприятие развивается стремительными темпами. В конце 60-x годов Карл Бехштейн начинает экспортировать свои инструменты, в частности, в Россию и Великобританию. После 1870 года на фабрике производится около 500 инструментов ежегодно. В 1882 году Карл Бехштейн открывает вторую фабрику в Берлине, в 1885 году — филиал в Лондоне, а в 1897 — ещё одну, уже третью, фабрику в Берлине.
В Лондоне Бехштейн задумывает создание собственного концертного зала, так называемого «Бехстин Холла», строительство здания завершено в 1901 году. После начала Первой мировой войны «Бехстин Холл» был экспроприирован и закрыт, а в 1917 году был переименован в «Уигмор Холл» и вновь открыт в качестве концертной площадки. Бехштейновские концертные залы были возведены также в Париже и Петербурге. Карл Бехштейн продавал свои инструменты антрепренёрам, королевским дворам и консерваториям. Растущая слава предприятия крайне положительно сказалась на росте экспортных продаж. В течение многих десятилетий такие знаменитые композиторы, как Франц Лист, Рихард Вагнер, Клод Дебюсси и Александр Скрябин, а также многие известные пианисты — Вильгельм Бакхаус, Вальтер Гизекинг, Артур Шнабель, Вильгельм Фуртвенглер, Вильгельм Кемпф, Хорхе Болет — отдавали предпочтение роялям марки «К. Бехштейн».

### После смерти основателя компании

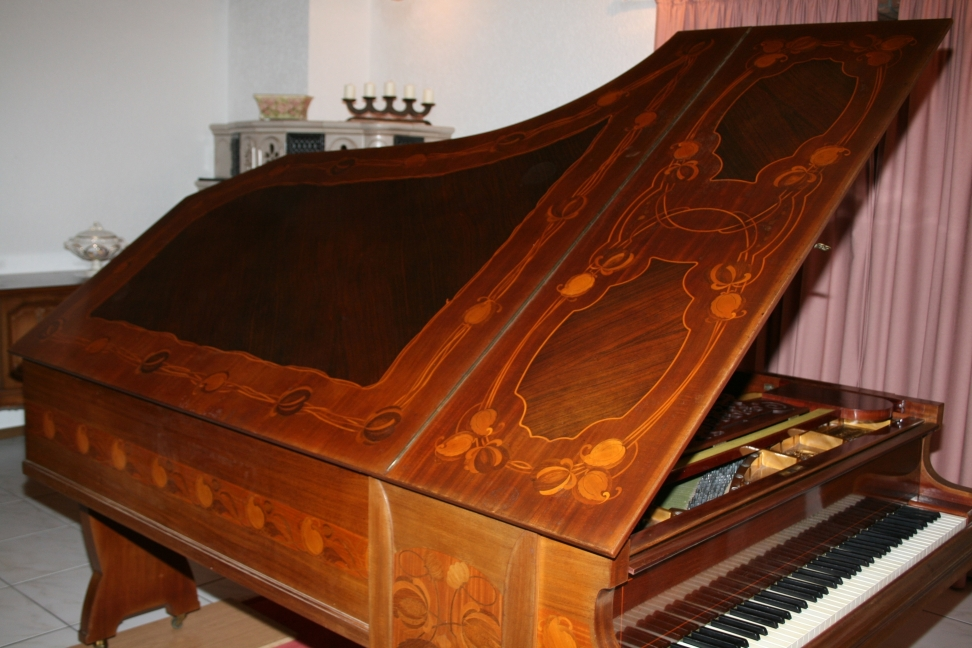
Рояль «К.Бехштейн» в стиле модерн, 1902 г.

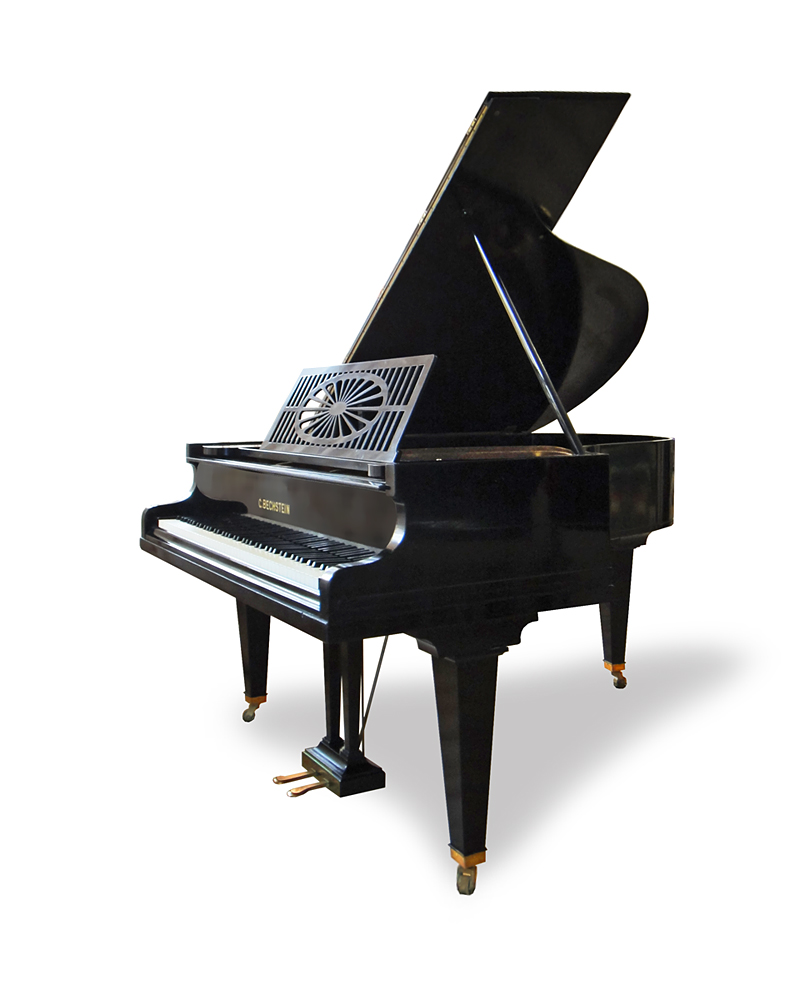
Кабинетный рояль «К.Бехштейн». Модель Limited Edition Art-decor M, 1930—1931

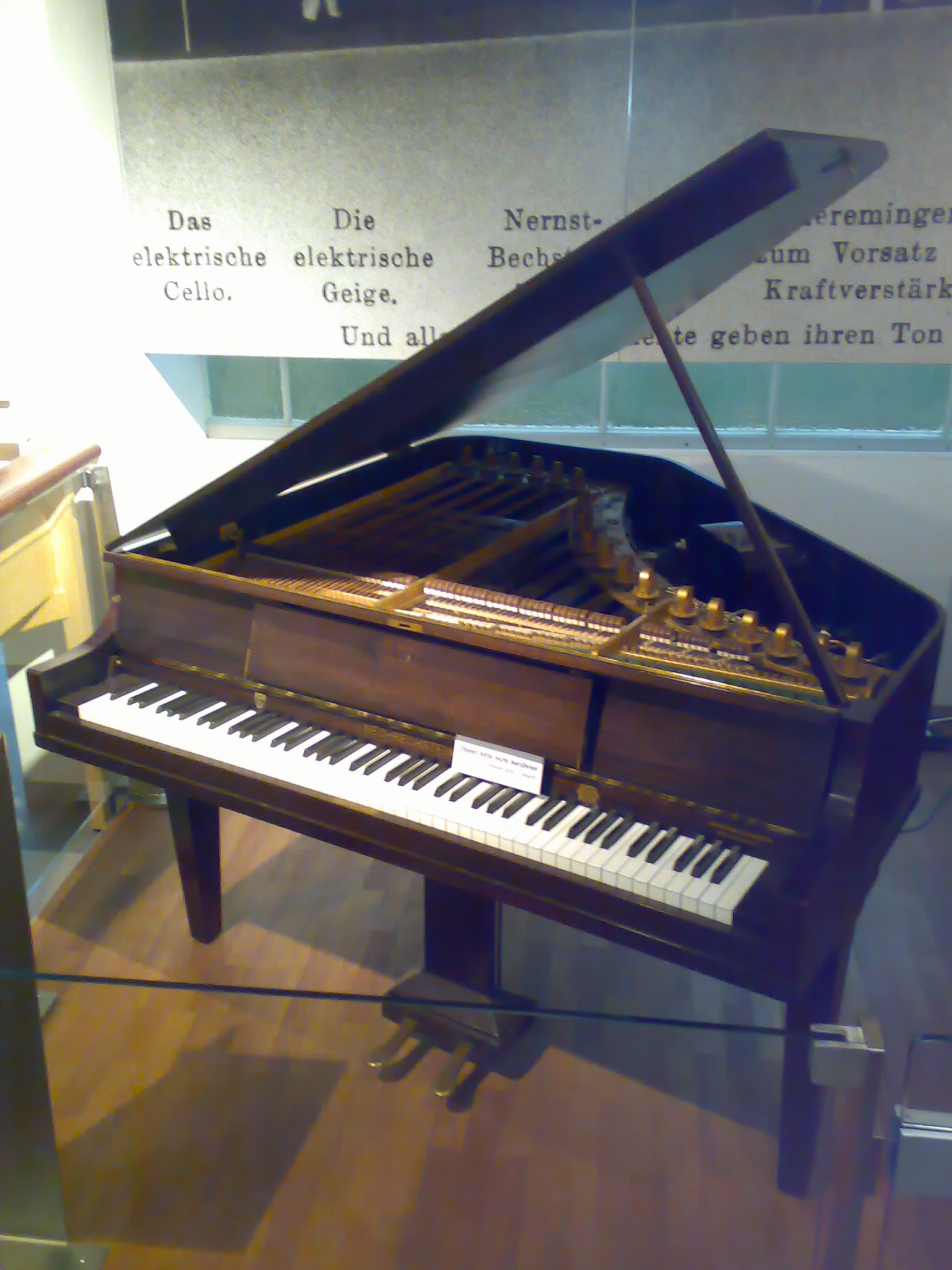
Рояль «Нео-Бехштейн» в Венском техническом музее

После смерти Карла Бехштейна в 1900 году предприятие унаследовали его сыновья, Эдвин (род. в 1859 г.), Карл мл. (род. в 1860 г.) и Йоханнес (род. в 1863 г.). Эдвин взял на себя руководство производством, Карл — управление делами предприятия. Йоханнес умер уже в 1906 году. В 1903 году на предприятии работало 800 человек, было выпущено 4500 инструментов. В том же году был образован ещё один филиал, в Париже. В 1906 году предприятие было преобразовано в открытое торговое товарищество (OHG).
Во время Первой мировой войны, в 1916 году, зарубежные филиалы компании «Бехштейн» прекратили своё существование. Британское правительство приняло решение о принудительной ликвидации всех филиалов германских фирм; был экспроприирован и филиал компании во Франции.
В 1923 году предприятие было преобразовано в акционерное общество. Этим воспользовались Эдвин Бехштейн и его супруга Хелена, урождённая Капито, и приобрели доли компании (ранее, в 1916 году, поссорившись с братом, Эдвин ушёл из компании: ему была выплачена его доля). Хелена Бехштейн, совладелица предприятия, уже на раннем этапе становится поклонницей Адольфа Гитлера. Вместе с Эльзой Брукманн, супругой издателя Хуго Брукманна, она помогает Гитлеру, малоизвестному тогда политику регионального уровня, войти в избранные круги общества в Мюнхене и Берлине и, кроме того, оказывает ему широкую финансовую поддержку. Между тем всё это не идёт на пользу предприятию. Из-за неприкрытого антисемитизма Хелены Бехштейн компания теряет некоторых важных заказчиков. В 1929 году начинается экономический кризис: дела у большинства предприятий идут неважно, и «Бехштейн» не исключение. Тем не менее, на Всемирной выставке в Барселоне фирма представляет позолоченный рояль. В это же время был разработан первый электроакустический рояль (так называемый «Нео-Бехштейн»), с которым домашнее музицирование должно было обрести новое дыхание. Несмотря на всё это в 1935—1940 гг. производство сократилось до 3900 инструментов в год. В 1934 году на своей вилле в Берхтесгадене умирает Эдвин Бехштейн, в Берлине проходят его торжественные похороны. Во время Второй мировой войны на фабрике «Бехштейн» было организовано производство пропеллеров.

### После Второй мировой войны
После Второй мировой войны американские оккупационные власти конфисковали и денацифицировали компанию «Бехштейн» ввиду её связей с нацистским режимом. Решение о конфискации была отменено в 1951 году. Показатели продаж в то время оставались весьма скромными, и всё же в 1953 году предприятие смогло блистательно отметить свой 100-летний юбилей. В 1959 году заработала ещё одна фабрика в г. Карлсруэ (Западная Германия), в 60-е годы на двух фабриках (в Берлине и в Карлсруэ) выпускалось около 1000 инструментов ежегодно. Дополнительная производственная база была создана в г. Эшельбронн (Западная Германия).
Также, есть версия, что во время войны эскадрилья американских бомбардировщиков совершила несколько вылетов, в ходе которых уничтожались исключительно предприятия группы Bechstein — единственного в тот момент серьёзного конкурента Стейнвеев на мировом рынке фортепиано. В ходе этих бомбёжек была полностью разрушена основная фабрика Bechstein и, по одной из версий, в том числе погибла документация, содержащая секреты производства инструментов Bechstein. Bechstein так и не смогли вернуть себе утерянные в связи с этой утратой позиции.
В 1973 году компания «Бехштейн» была преобразована в Общество с ограниченной ответственностью (ГмбХ). Руководство осуществлялось из США, что давало компании шанс завоевать новые рынки за океаном.
В 1986 году немецкий предприниматель и фортепианный мастер Карл Шульце выкупил традиционную немецкую марку у американских владельцев и сконцентрировал производство в Западном Берлине (район Кройцберг). Производство в Карлсруэ (Западная Германия), в 60-е годы на двух фабриках (в Берлине и в Карлсруэ) выпускалось около 1000 инструментов и Эшельбронне было закрыто. В 1990 году в состав группы «Бехштейн» вошли марки Euterpe и W. Hoffmann, принадлежавшие компании Feurich.
В 1992 году группа «Бехштейн» приобрела фортепианную марку Zimmermann с производственной базой в саксонском городке Зайфхеннерсдорф. Эта фортепианная мануфактура, основанная в 1884 году, во времена ГДР входила в состав государственного предприятия VEB Sächsische Pianofortefabrik, которое ранее было известно как «Лейпцигская фортепианная фабрика братьев Циммерманн» (Leipziger Pianofortefabrik Gebr. Zimmermann AG). В 1994 году производство марок Euterpe и W. Hoffmann (недорогие и средние по цене инструменты) было перенесено в г. Зайфхеннерсдорф, а затем — в страны Дальнего Востока. Выпуск продукции под маркой Zimmermann был прекращён в конце 2011 года.
После объявления банкротства, которого удалось избежать благодаря тому, что правительство федеральной земли Берлин выкупило фабрику, от традиционной производственной базы в столице пришлось отказаться: производство было перенесено в Зайфхеннерсдорф, где в последующие годы компания «Бехштейн» инвестировала около 20 млн евро в модернизацию местной мануфактуры, превратив её в фабрику по производству пианино и роялей премиум-класса.
В 1996 году предприятие вновь было преобразовано в акционерное общество, а в 1997 году выпустило свои акции на внебиржевой рынок.

## Компания «Бехштейн» в XXI  веке
Ярко выраженная международная ориентация компании и стремление завоевать азиатские и американские рынки привели к заключению в 2003 года стратегического партнёрства с южнокорейским производителем музыкальных инструментов Samick, который с конца 2005 года выступает лишь в роли финансового инвестора. Летом 2009 года на общем собрании акционеров представителя компании Samick в составе наблюдательного совета сменил дипл. коммерсант Даниэль Ральф Шмиц. В результате двух увеличений основного капитала (последнее — в ноябре 2009 года) компания Samick полностью отказалась от своих долей в компании «Бехштейн». На тот момент крупными акционерами являлись семья Фреймут, а также Карл Шульце и его супруга Беренис Кюппер. В 2011 году оборот концерна «K. Бехштейн» достиг 34,5 млн евро, прибыль равнялась 2,2 млн евро. В 2012 году оборот составил 33 млн евро, было продано 4500 инструментов. В год празднования 150-летнего юбилея компании был создан уникальный золотой рояль «Бехштейн» – по образцу инструмента, который в своё время был изготовлен Карлом Бехштейном для британского королевского дома. В 2012 году компания «Клуте ГмбХ» приобрела почти 90 процентов акций и владеет теперь контрольным пакетом, a Штефан Фреймут, управляющий компании «Клуте ГмбХ», постепенно принимает на себя функцию руководителя. Основной упор делается на дальнейшее развитие немецкой (140 работников) и чешской (160 работников) производственных баз, компетентную разработку продукции и преемственность поколений (передачу знаний и опыта, обучение). Кроме того, в конце 2012 года был создан Фонд им. Карла Бехштейна; его учредителями выступили компании «К. Бехштейн АГ», «Клуте ГмбХ», а также частные лица Карл Шульце и Беренис Кюппер. Последние годы были ознаменованы возвращением инструментов «Бехштейн» на известные концертные площадки и в студии звукозаписи знаменитых лейблов, а также возросшей активностью компании на международном рынке. Компания «Бехштейн» сама занимается сбытом своих инструментов в Америке и Азии. Успешно работают 14 салонов C. Bechstein; в глобальном масштабе компания представлена от Сеула со Сиднея целым рядом торговых партнёров.

### Производственные базы и марки
В саксонском Зайфхеннерсдорфе налажено производство марок C. Bechstein и Bechstein Academy. С 2012 году – в связи с оптимизацией производства, в котором гармонично сочетаются инновации и исторические традиции предприятия, – марка Bechstein Academy предлагается как марка Bechstein. За этой премиум-линией следуют элитные инструменты марки C. Bechstein. Фабрика в Зайфхеннерсдорфе открыта для групповых экскурсий. До конца 2011 года здесь выпускались также пианино под маркой Zimmermann. С 2012 года инструменты марки Zimmermann вновь входят в производственное портфолио, теперь они выпускаются со знаком «Разработано компанией «Бехштейн» – designed by Bechstein – на партнёрской основе при использовании фирменной системы менеджмента качества компании «Бехштейн».
С 2007 года инструменты марки W. Hoffmann выпускаются в г. Градец Кралове (Чехия), на 100%-ом дочернем предприятии C. Bechstein EUROPE s.r.o.
До последнего времени марки Euterpe и Wilh. Steinmann выпускались в Индонезии и Китае. В 2009 году производство и сбыт этих марок были прекращены.
В Германии компания «Бехштейн» создала уникальный научно-исследовательский центр конструкторских разработок, не имеющий аналогов в мире, который позволяет оперативно реагировать на изменения рынка. В результате компания «Бехштейн» смогла получить более 17 % отечественного рынка, а также весьма успешно развивать свой экспорт.

## Спонсорская деятельность
Под патронажем пианиста Владимира Ашкенази в марте 2006 года в Рурской области, в Высшей школе музыки Фолькванг в Эссене, состоялся Первый международный конкурс пианистов им. Карла Бехштейна. Лауреаты конкурса наряду с денежными призами получили концертные ангажементы. Ежегодно компания «К. Бехштейн» проводит фортепианные студенческие конкурсы, например, конкурс в Дюссельдорфе при сотрудничестве с Высшей школой музыки имени Роберта Шумана, Фортепианный студенческий конкурс им. Карла Бехштейна, Баден-Вюртемберг, г. Мангейм (оба в 2009 году), в Ганновере при сотрудничестве с Ганноверской высшей школой музыки и театра (2010 год), Фортепианный студенческий конкурс им. Карла Бехштейна, Баден-Вюртемберг, г. Троссинген (2011 год).

## Пианисты за «Бехштейном»

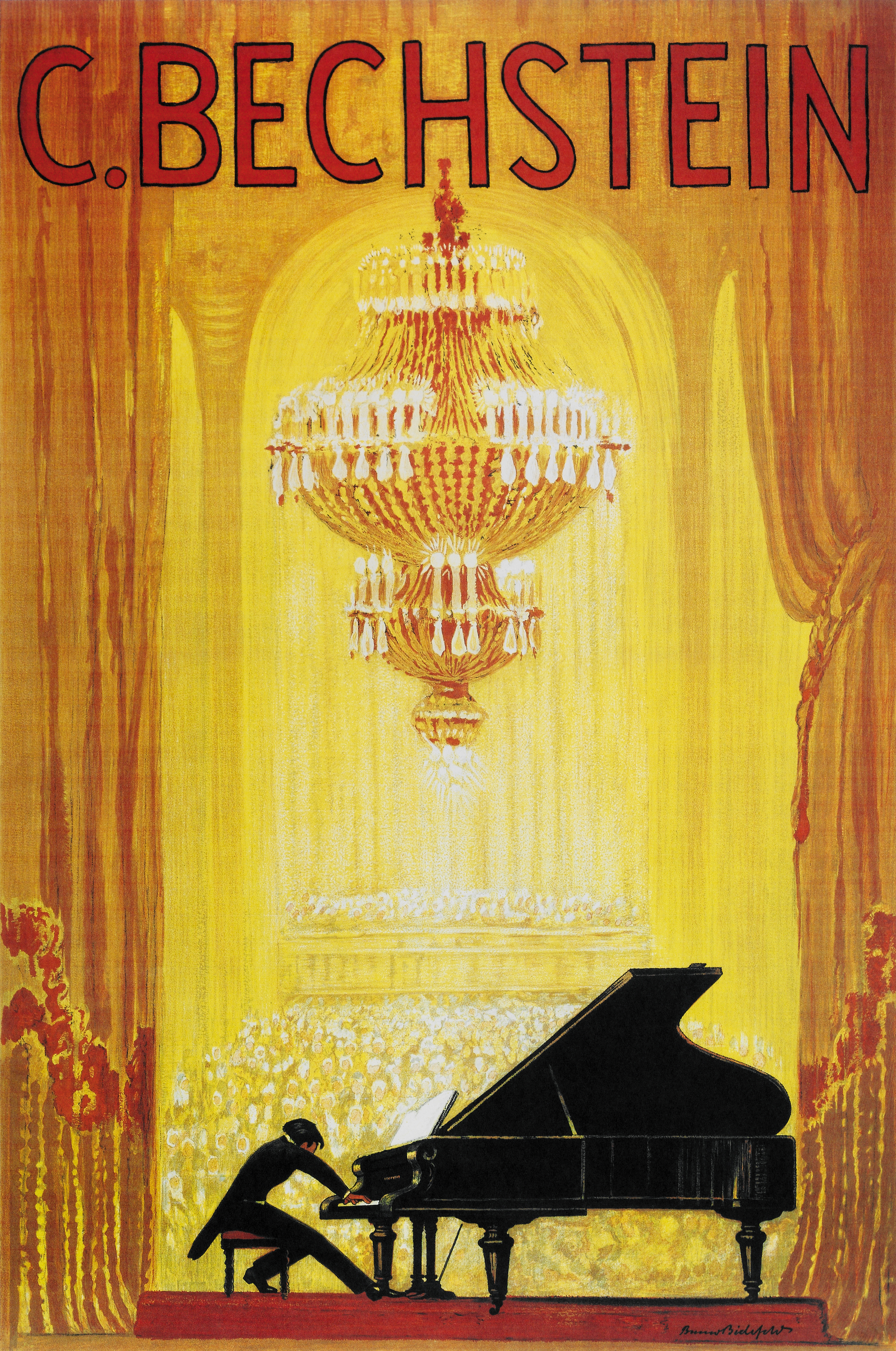
Рекламный постер 1920 года

Уже с самого начала эры звукозаписи многие пианисты делали выбор в пользу «Бехштейна». Знаменитые записи были сделаны ещё в 30-е годы XX века Артуром Шнабелем (все сонаты Бетховена для студии HMV) и Эдвином Фишером («Хорошо темперированный клавир» Баха для студии HMV). После Второй мировой войны грампластинки на «Бехштейне» записывали пианисты Хорхе Болет (Decca) и Дину Липатти (EMI). В последние годы «Бехштейн» предпочитают Константин Лифшиц, Абдель Рахман Эль Баха, Мишель Дальберто, Борис Блох, Павел Гилилов, Шани Дилюка, Давид Теодор Шмидт и др. Джазовую музыку на «Бехштейне» записывали Оскар Петерсон, Йоахим Кюн и Пауль Кун (последний раз в 2009 году), поп-музыку — группа «Битлз» (Hey Jude и White Album), а также Дэвид Боуи, Фредди Меркьюри (Queen: A Night at the Opera), Supertramp, Элтон Джон (Your Song), Питер Гэбриэл и многие другие. Целый ряд грампластинок были выпущены студиями Abbey Road и Trident Studios.

## Фильмы
- Ein Klavier geht um die Welt. Dokumentation, Deutschland, 2008, 45 мин., сценаристы и режиссёры: Михаэль Буссе и Мария-Роза Бобби, производство: WDR, премьера: 28 апреля 2008 г., Inhaltsangabe Архивная копия от 31 декабря 2008 на Wayback Machine, WDR